# Haptogenys
Haptogenys is een monotypisch geslacht van straalvinnige vissen uit de familie van de naakte slijmvissen (Blenniidae).

## Soort
- Haptogenys bipunctata (Day, 1876)